# Chalcopteryx rutilans
Chalcopteryx rutilans är en trollsländeart som först beskrevs av Jules Pièrre Rambur 1842.  Chalcopteryx rutilans ingår i släktet Chalcopteryx och familjen Polythoridae. IUCN kategoriserar arten globalt som livskraftig. Inga underarter finns listade i Catalogue of Life.